# Eska (kajakarstwo)
Eska – w kajakarstwie fragment nurtu rzeki (z reguły górskiej), układający się w kształt litery S, w wyniku przepływania przez zwężony odcinek (np. kanion). 
Eski są zwykle bystrzami o silnym przepływie, trudnymi technicznie do spłynięcia.